# ジョン・ジェイコブ・アスター (ヒーヴァーの初代アスター男爵)
ヒーヴァーの初代アスター男爵ジョン・ジェイコブ・アスター5世（英語: John Jacob Astor V, 1st Baron Astor of Hever、1886年5月20日 - 1971年7月19日）は、イギリスの政治家、事業家、陸軍軍人、貴族。

## 経歴
1886年5月20日に後に初代アスター子爵に叙されるウィリアム・ウォルドーフ・アスターとその妻メアリー・ダルグレン(旧姓ポール)(Mary Dahlgren Paul)の三男としてアメリカ合衆国・ニューヨーク・マンハッタンに生まれる。彼の母の死後、父とともにイギリスへ移住し、イギリス臣民となった。
イートン校を経てオックスフォード大学へ進学した。1911年から1914年にかけてインド総督の副官(Aide-de-Camp)を務めた。第一次世界大戦に従軍し、二度負傷した。
1922年から1959年までタイムズの首席経営者(chief proprietor)を務めたが、1966年にはフリートの初代トムソン男爵ロイ・トムソンにタイムスを売却している。
1922年から1945年までドーヴァー選挙区から選出されて保守党の庶民院議員を務めた。1942年から1955年までバークレイズ銀行の取締役(Director)を務めた。1953年から1955年まで報道機関総評議会議長を務めた。
1956年1月21日に連合王国貴族爵位ケント州におけるヒーヴァー城のヒーヴァーのアスター男爵(Baron Astor of Hever, of Hever Castle in the County of Kent)に叙せられた。
1971年7月19日に死去した。

## 家族
1916年8月28日に第4代ミントー伯爵ギルバート・エリオット＝マーレイ＝キニンマウンドの娘ヴァイオレット・メアリー・エリオット＝マーレイ＝キニンマウンドと結婚。彼女との間に以下の3子を儲けた。
- 第1子(長男)ギャヴィン・アスター（英語版） (Gavin Astor, 1918-1984) - ヒーヴァーの2代アスター男爵
- 第2子(次男)ヒュー・ウォルドーフ・アスター (Hugh Waldorf Astor, 1920-1999)
- 第3子(三男)ジョン・アスター（英語版） (John Astor, 1923-1987) - 庶民院議員